# Neobisium maroccanum
Espèce
Synonymes
- Obisium maroccanum Beier, 1930

Neobisium maroccanum est une espèce de pseudoscorpions de la famille des Neobisiidae.

## Distribution
Cette espèce se rencontre au Maroc et en Algérie. Elle a été introduite aux Açores.

## Systématique et taxinomie
Cette espèce a été décrite sous le protonyme Obisium maroccanum par Beier en 1930. Elle est placée dans le genre Neobisium par Beier en 1932.

## Étymologie
Son nom d'espèce lui a été donné en référence au lieu de sa découverte, le Maroc.

## Publication originale
- Beier, 1930 : Pseudoscorpione aus Marocco nebst einer Art von der Insel Senafir. Bulletin de la Société des Sciences Naturelles du Maroc, vol. 10, p. 70-77.